# Alloxylon flammeum
Espèce
Classification phylogénétique
Alloxylon flammeum est une espèce de plantes à fleurs de la famille des Proteaceae. C'est une des 5 espèces d'arbres de la famille des Proteaceae. C'est un arbre de taille moyenne trouvé dans seulement quelques kilomètres carrés du plateau d'Atherton dans le Queensland, dans le nord-est de l'Australie. Auparavant connu sous le nom d’Oreocallis wickhamii, l'échantillon initial s'est avéré être une espèce différente de celle cultivée et donc un nouveau nom scientifique s'imposait.

## Description
Dans la nature, c'est un arbre des forêts humides qui peut atteindre 33 mètres de hauteur, bien que, cultivé, il fasse une hauteur de 10 mètres soit plus probable. Le feuillage vert est composé de différentes formes de feuilles juvéniles et adultes. Les jeunes feuilles profondément lobées font jusqu'à 50 cm de long alors que les feuilles adultes font à 8-25cm de long et jusqu'à 4,5 cm de large. Les inflorescences, d'un rouge vif ou orange-rouge sont terminales et bien voyantes, composées d'un maximum de 50 fleurs. Elles apparaissent au printemps. Elles sont suivies de gousses de graines qui prennent plusieurs mois à mûrir.

## Culture
Espèce la plus remarquable du genre, A. flammeum s'est avéré être le plus résistant et adaptable, mais il n'est cependant pas très répandu. Il apprécie un sol bien drainé, riche en matières organiques, mais faible en phosphore avec un abri quand il est jeune.

## Galerie

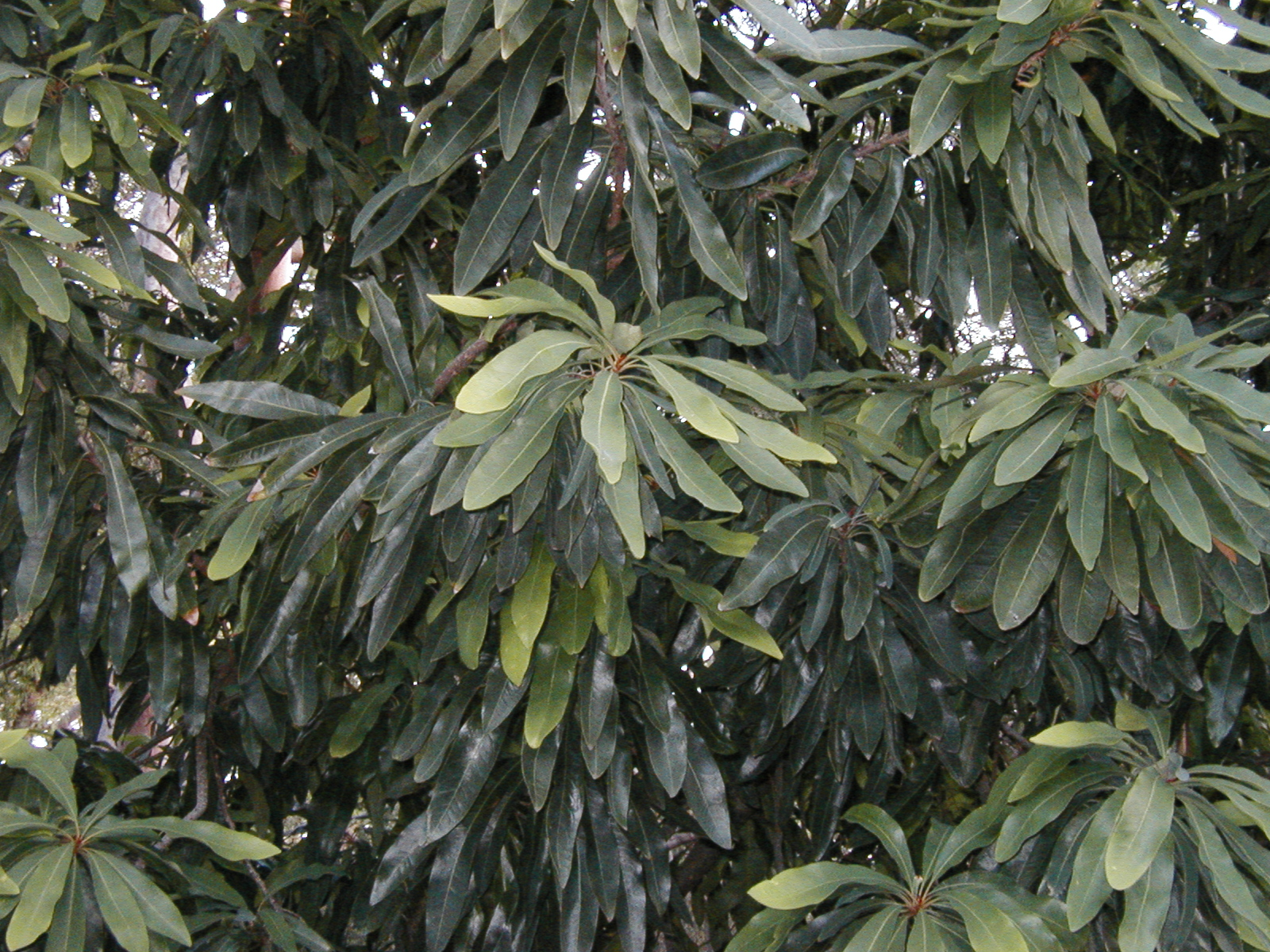
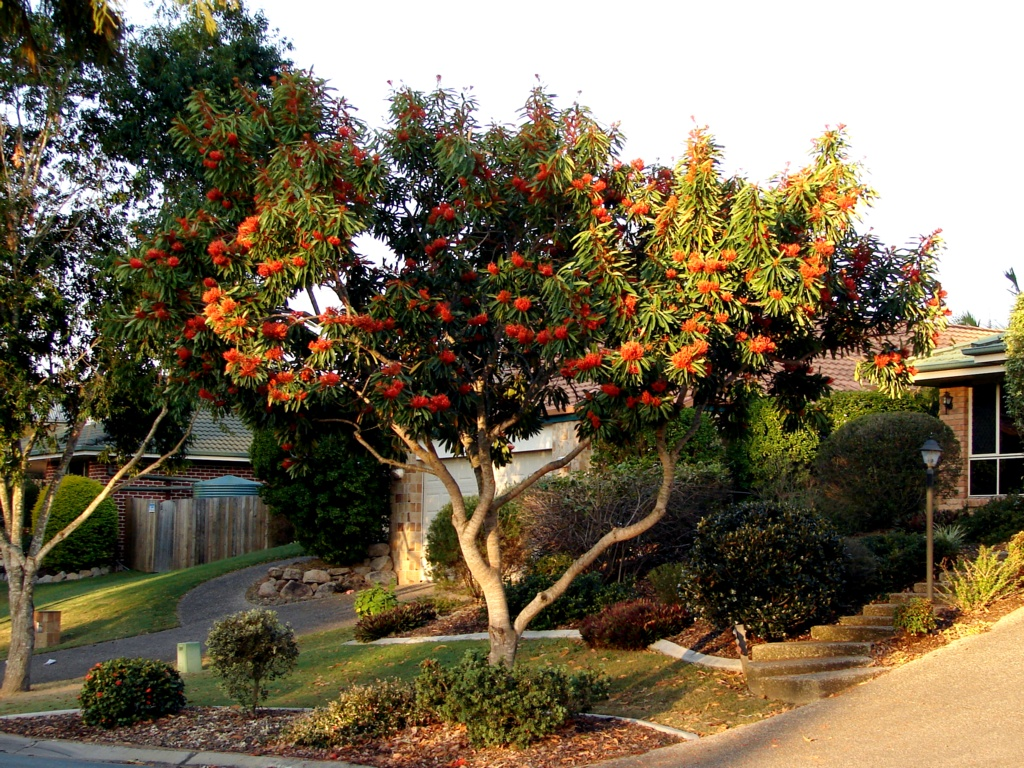
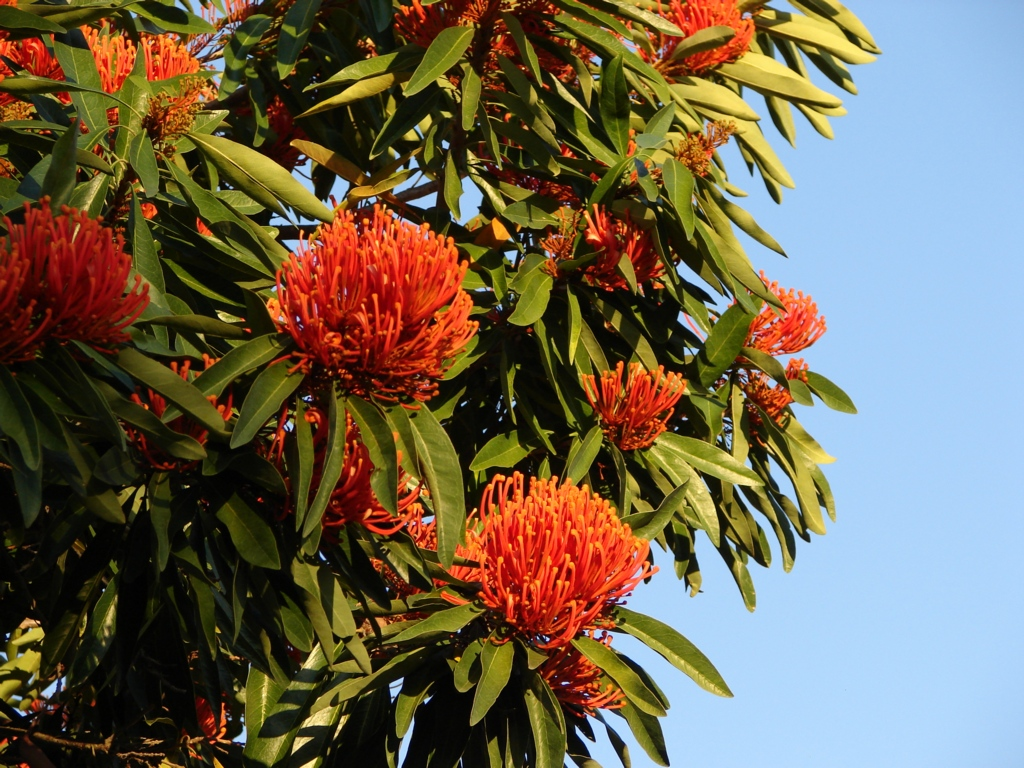